# Maucallacta (Pampacolca)
Maucallacta (en quechua: Mawk'a llaqta 'pueblo antiguo') es un complejo arquitectónico inca, asentado sobre el actual pueblo de San Antonio, ubicado en el distrito de Pampacolca en la provincia de Castilla en el departamento de Arequipa a 3700 m s. n. m. El pueblo más grande y cercano, Pampacolca, está ubicado aproximadamente a 170 km al noroeste de la ciudad de Arequipa en la sierra sur del Perú. 
El proyecto arqueológico Condesuyos ha sido llevado a cabo desde 1996 por el Centro de Estudios Precolombinos (Universidad de Varsovia, Polonia) representado por su Director, el Prof. Dr. Mariusz Ziółkowski, y la Universidad Católica Santa María (Arequipa, Perú) representada por el Dr. Luis Augusto Belan Franco, Director del Museo Arqueológico Universitario y el Dr. Máximo Neira Avendaño - consultor científico del proyecto. El proyecto se lleva a cabo en cooperación con el Instituto Nacional de Cultura del Perú y abarca la investigación arqueológica en las cercanías del volcán Coropuna, que fue mencionado frecuentemente por los cronistas de los siglos XVI y XVII como un oráculo, venerado desde la época preincaica. El complejo arquitectónico Mawk'allaqta, compuesto por más de doscientos edificios de piedra y tumbas, un ushnu y tres enormes plataformas ceremoniales, hechas de piedra y tierra, puede considerarse el principal centro administrativo, de peregrinación y religioso relacionado con el volcán y el sitio inca más importante descubierto en Kuntisuyu, el cuarto cuarto del imperio inca. Mawk'allaqta está siendo investigada como parte de un subproyecto que forma parte del proyecto arqueológico "Condesuyos". 
Mawk'allaqta fue inaugurado y abierto a los visitantes el 29 de agosto de 2009. 